# Potanthus mara
Potanthus mara es una especie de mariposa, de la familia de los hespéridos.

## Distribución
Potanthus mara tiene una distribución restringida a la región Neotropical y ha sido reportada en Sikkim y la India.
Plantas hospederas
No se conocen las plantas hospederas de P. mara.